# Tu Marcellus eris
(Virgilio, Eneide, VI, 883)

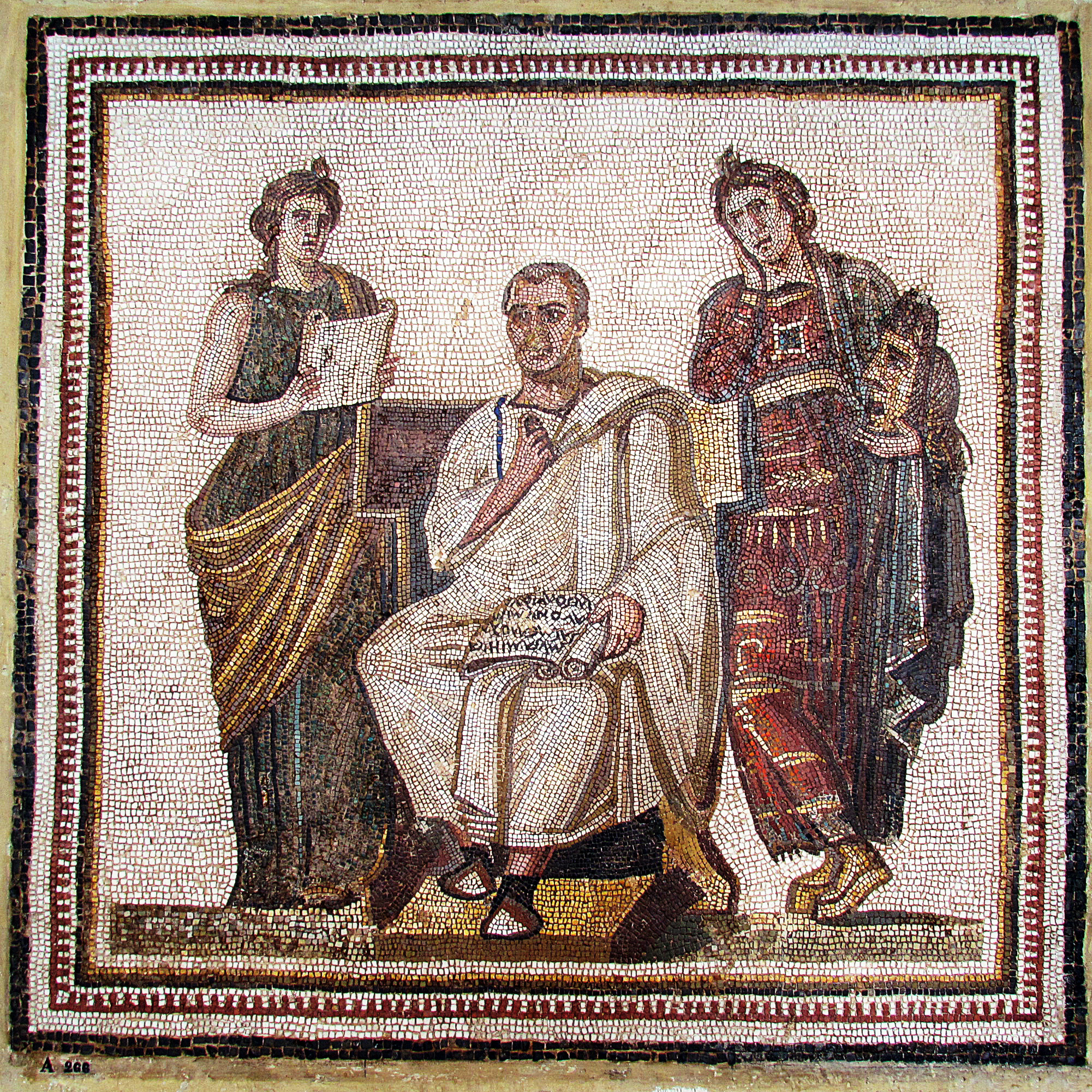
Virgilio con lEneide tra Clio e Melpomene (Museo nazionale del Bardo, Tunisi)

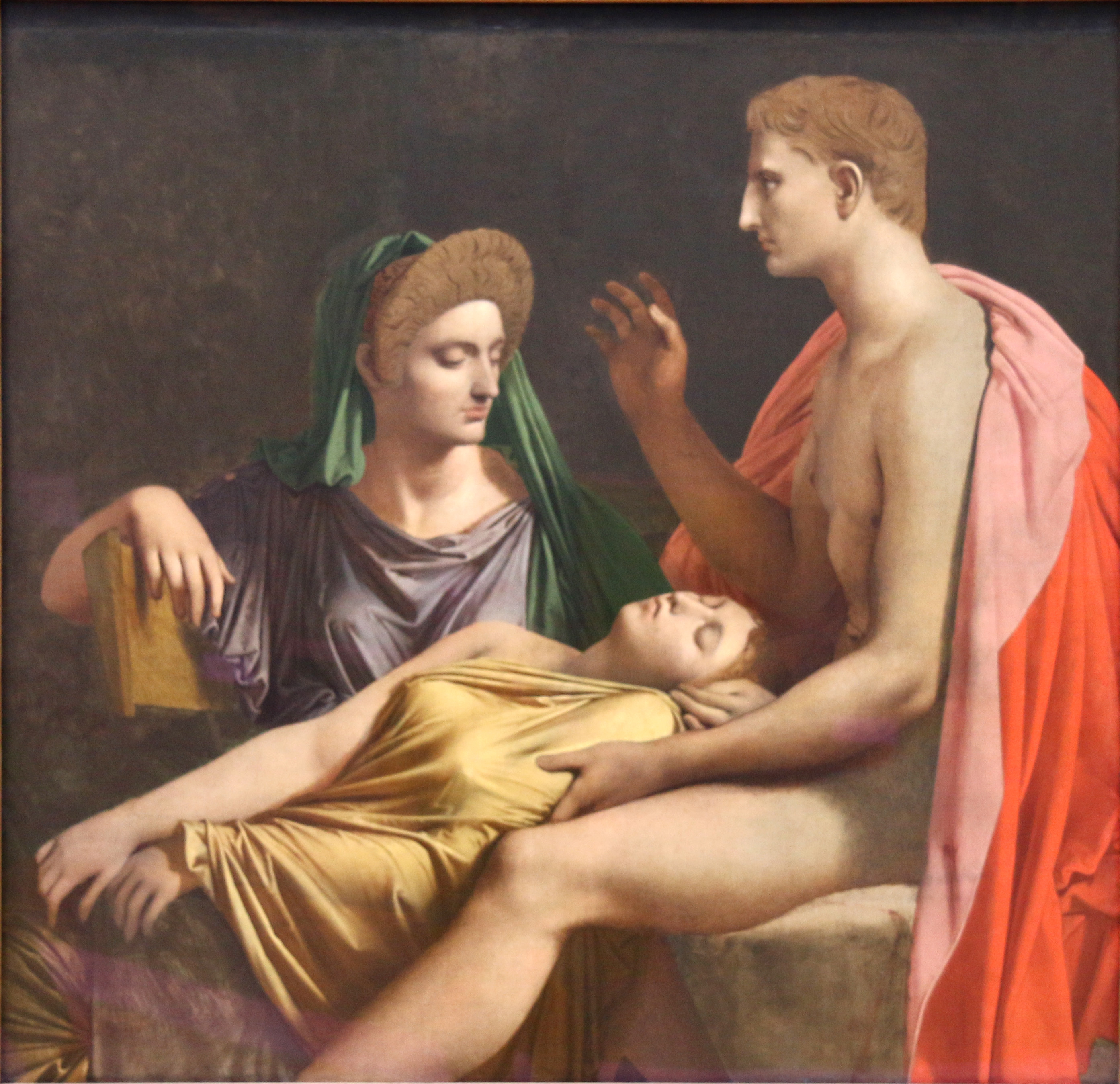
Ottavia che sviene dopo aver sentito la frase (dipinto di Ingres).

Tu Marcellus eris (Tu sarai Marcello) sono le parole pronunciate da Anchise (Virgilio, Eneide, VI, 883) nel mostrare ad Enea, agli inferi, tra i suoi discendenti, Marcello, figlio di Ottavia, sorella di Augusto.

## Ermeneutica
Spiega Giuseppe Ungaretti: «Vaticina Anchise e con lui tutti gli altri antenati e il padre (Augusto, padre vero anche se solo per adozione) Tu Marcellus eris: Tu sarai Marcello, per dire, dandogli il nome del più glorioso generale romano, morto combattendo Annibale, che il bambino avrà una vita eroica come l'altro Marcello l'ebbe. Ma quel puer non era che un miserande puer, ora che il Tu Marcellus eris è diventato per la morte immatura del giovane Marcello un'espressione terribilmente ironica».